# Stasimopus minor
Stasimopus minor là một loài nhện trong họ Ctenizidae. S. minor được miêu tả năm 1915 bởi J. Hewitt.